# 长汉坪站
長漢坪站（：／ Janghanpyeong yeok */?）是首都圈電鐵5號線沿線的一座地下車站，位於韓國首爾特別市東大門區長安洞。

## 車站結構
車站大廳位於地下1、2樓，月台層則位於地下3樓。
站體為1面2線島式月台的地下車站，候車月台設有月台幕門，並有8處出口。

### 月台配置
| 踏十里 ↑ |
| 下 上 \| |
| ↓ 君子   |

| 月台 | 路線             | 目的地                                   |
| ---- | ---------------- | ---------------------------------------- |
| 上行 | ●首都圈電鐵5號線 | 踏十里、汝矣島、雨裝山、傍花方向         |
| 下行 | ●首都圈電鐵5號線 | 君子、江東、上一洞、河南黔丹山、馬川方向 |

## 歷史
- 1995年11月15日：落成啟用。

## 車站周邊
- 國立農產物品質管理院（朝鲜语：국립농산물품질관리원）京畿支援廳首爾事務所
- 東大門區民體育中心
- 首爾東大門消防署
- 首爾教育文化中心
- 首爾交通公社本社
- 首爾市中浪水資源再生中心
- 長坪中學
- 首爾安坪初等學校
- 狎鷗亭飯捲長安店
- RBW娛樂公司
- 東大門郵局
- 新韓銀行長漢坪站金融中心
- 長漢坪二手車市場
- 長安綜合社會福祉館

## 圖片

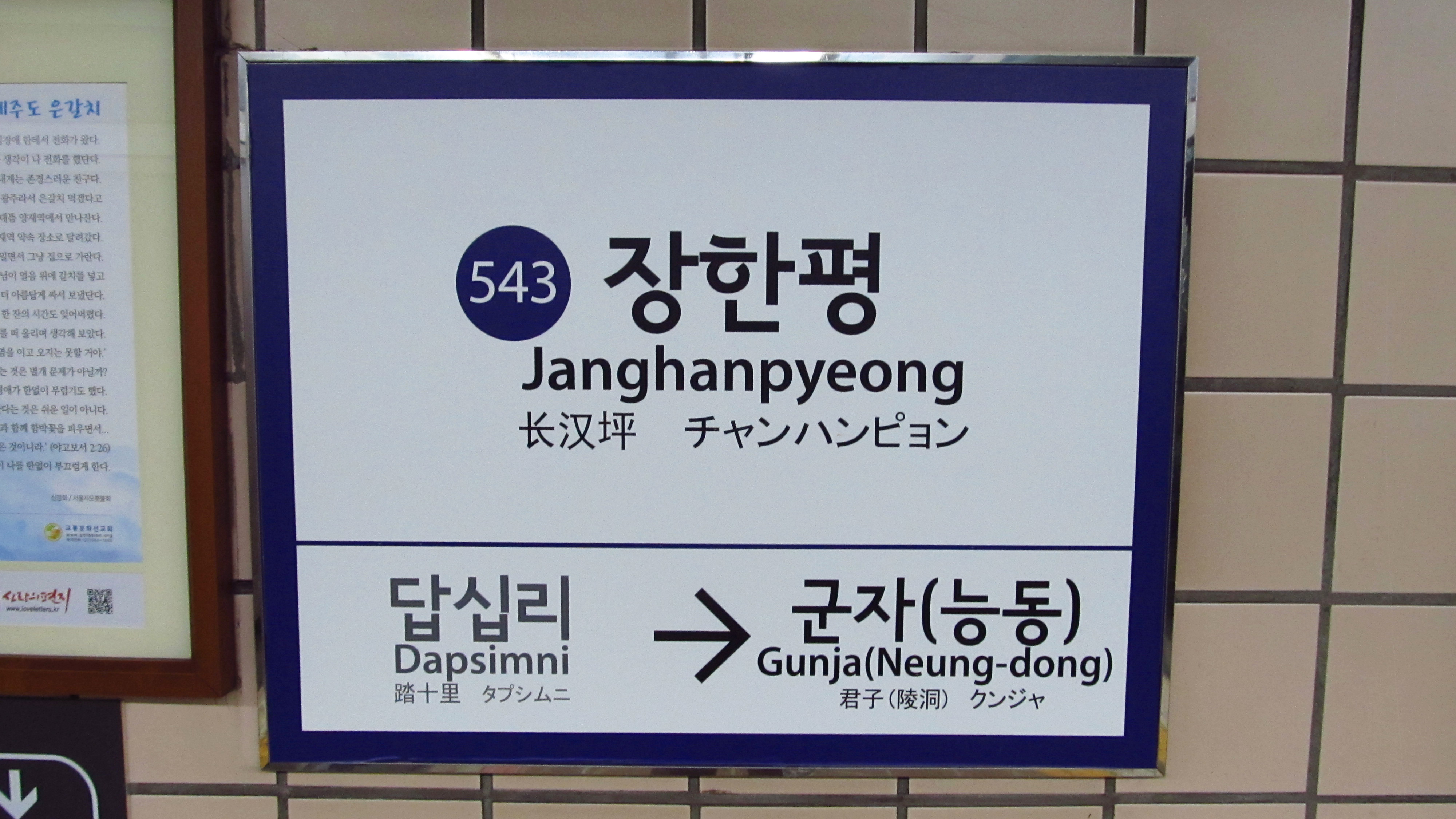
站名牌
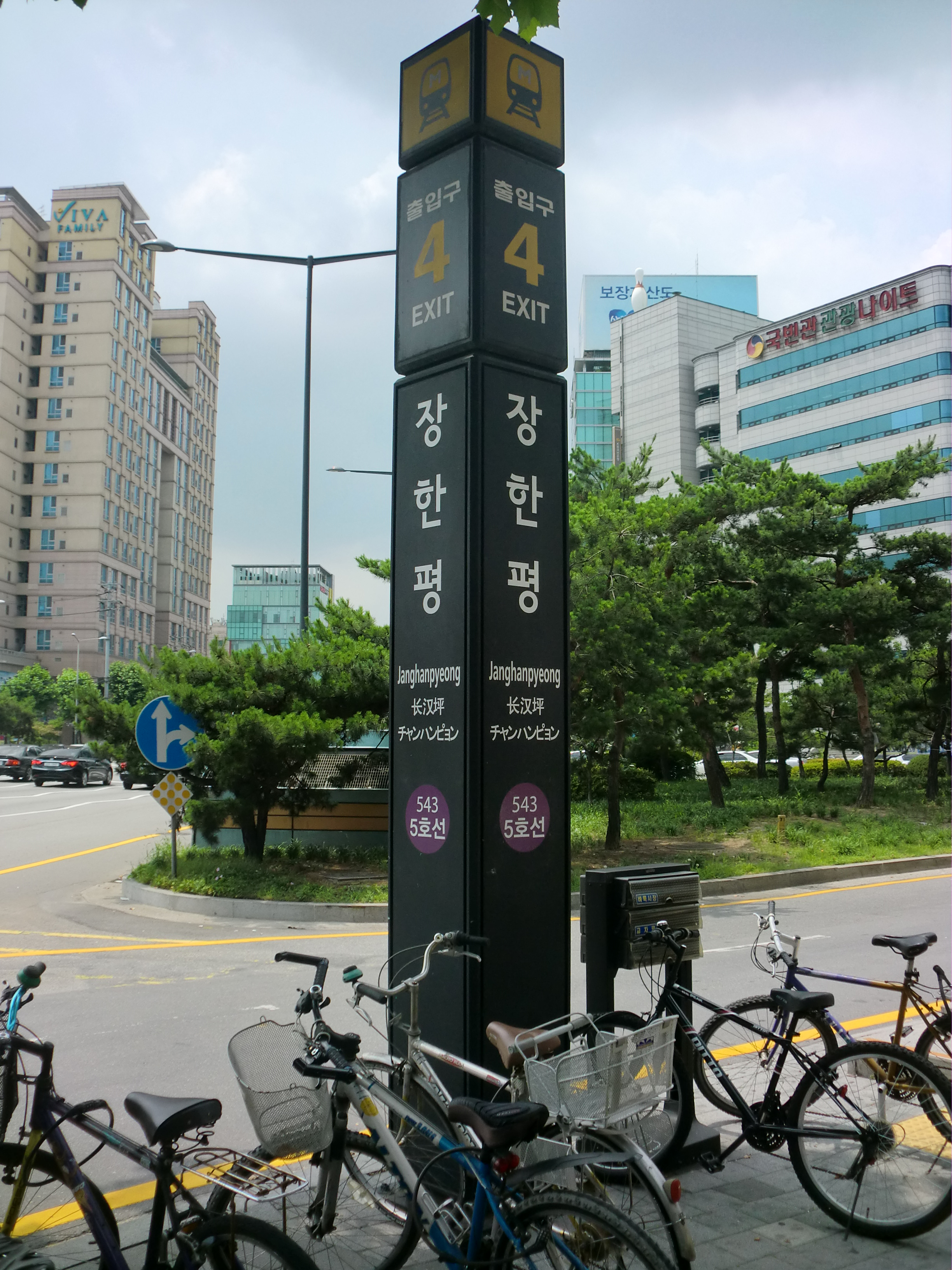
4號出口側柱站牌
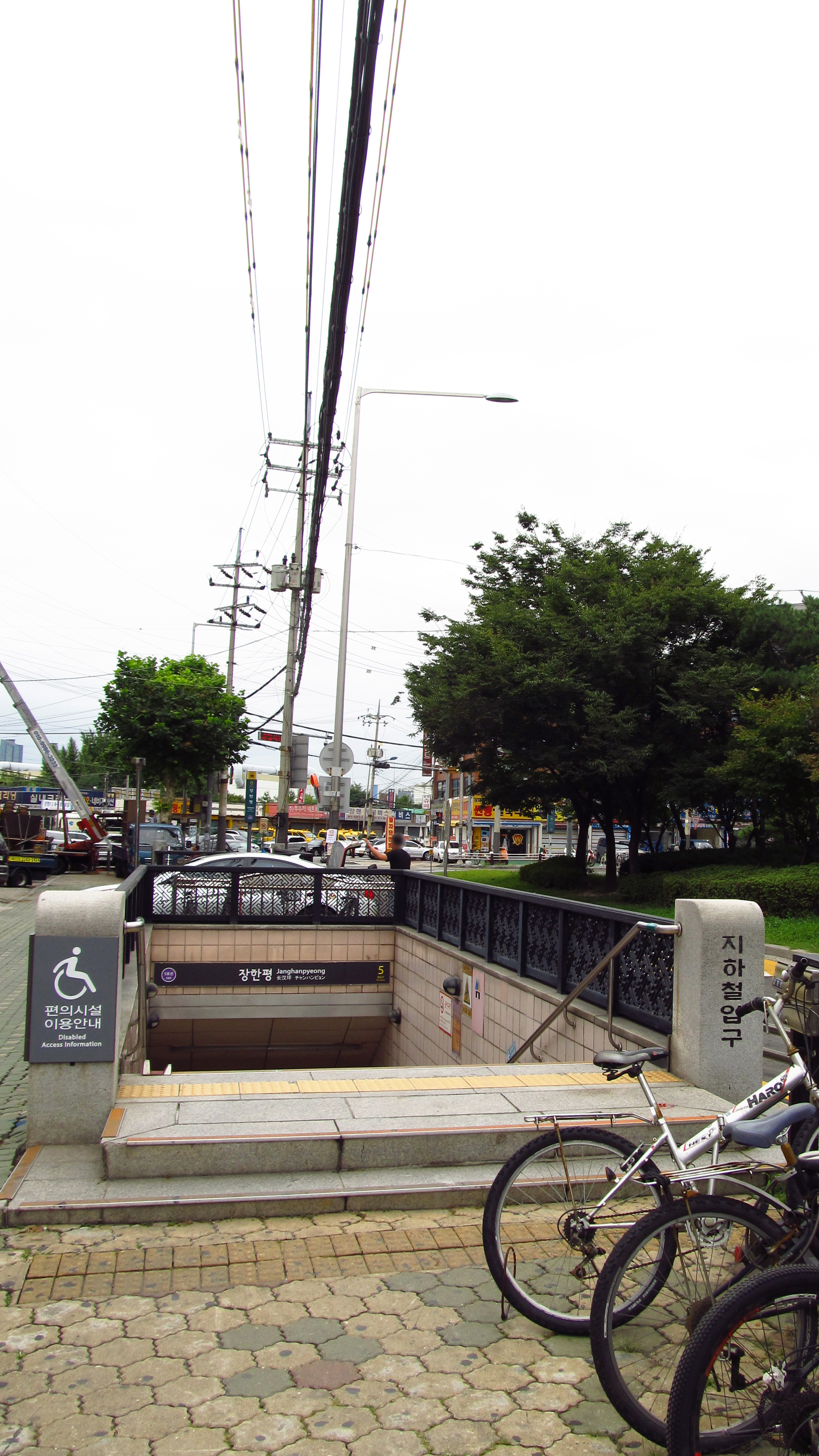
5號出口
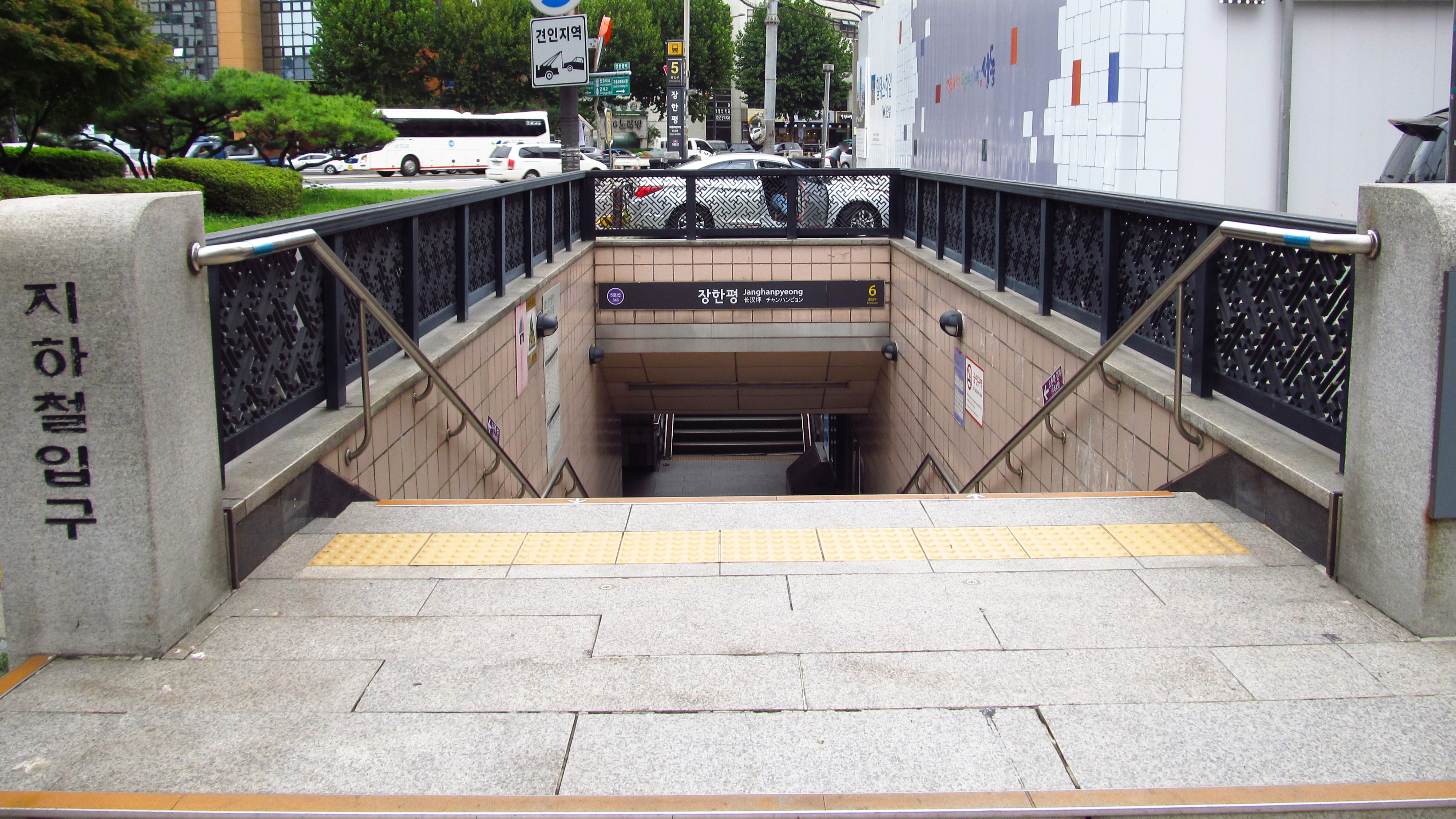
6號出口

## 相鄰車站
首爾交通公社
●首都圈電鐵5號線
踏十里（542）－長漢坪（543）－君子（544）